# گروه مجلات همشهری
گروه مجلات همشهری، موسسه‌ای رسانه‌ای وابسته به شرکت همشهری متعلق به شهرداری تهران است. این مؤسسه رسانه‌ای ناشر ۱۸ مجله و یک وبگاه اینترنتی است.

## مجلات

### همشهری الف
الف دوماهنامه‌ای بود که توسط گروه مجلات همشهری به صاحب امتیازی مؤسسه همشهری است، به چاپ می‌رسید. آخرین سردبیر این نشریه سید عماد حسینی بود.

### همشهری ماه
همشهری ماه یکی از نشریات مؤسسهٔ همشهری است که به صورت ماهانه منتشر می‌شود. این نشریه مطالبی در مورد مسائل سیاسی و اجتماعی ایران و جهان را شامل می‌شود. پیش از این، سردبیران این ماهنامه رسول بابایی، سید امیرحسین مهدوی و مجید رفیعی بوده‌اند و از آذرماه ۱۳۹۰، سید مجید کمالی سردبیری این نشریه را بر عهده دارد.

### همشهری آیه
همشهری آیه عنوان نشریه ای است که توسط گروه مجلات همشهری منتشر می‌شد. همشهری آیه قبلاً به عنوان ضمیمه قرآنی فعالیت می‌کرد و اکنون به عنوان مجله فرهنگی «همشهری قرآن» فعالیت می‌کند. همشهری آیه از ابتدای سال ۹۱ با تغییر رویکرد، به موضوع سبک زندگی پرداخت و به عنوان نخستین مجله سبک زندگی دینی تا کنون فعالیت خود را ادامه داده‌است. چند ماه پس از انتشار نخستین شماره از آیه جدید، آیت الله 
سید علی خامنه‌ای دربارهٔ اهمیت سبک زندگی سخنرانی کرد و پس از آن چندین نشریه دیگر با عنوان‌هایی شبیه همشهری آیه متولد شدند.

### خردنامه همشهری
خردنامه همشهری نشریه‌ای فلسفی است که توسط مؤسسه همشهری منتشر می‌شود. سردبیر این نشریه جعفر حسن‌خانی بود.

### همشهری دیپلماتیک
همشهری دیپلماتیک نام نشریه‌ای تخصصی در حوزه دیپلماسی در ایران است که توسط گروه مجلات همشهری به صورت دو ماهنامه در ۱۳۲ صفحه منتشر می‌شود.